# Puente del Principado de Andorra
El puente del Principado de Andorra (llamado hasta 2011 puente Y) es una pasarela peatonal ubicada en Madrid (España). Cruza el río Manzanares, uniendo los distritos de Arganzuela y Latina.

## Historia
Fue diseñado y construido en el marco del proyecto del Parque Madrid Río. Se inauguró en 2009 como Puente Y, y posteriormente fue renombrado como Puente del Principado de Andorra en 2011, coincidiendo con la primera visita oficial del Presidente del Gobierno de ese país, Antoni Martí, a Madrid. En 2008, el gobierno andorrano había puesto a una pasarela de Andorra la Vieja el nombre de Madrid.

## Descripción
El puente del Principado de Andorra se encuentra en el Salón de Pinos de Madrid Río, a la altura de la calle del Mármol en la margen izquierda y la calle de San Ambrosio o la vía Carpetana en la margen derecha.
La pasarela tiene forma de i griega, con un brazo principal de 69 metros que une ambas orillas y uno secundario de 31 metros que une el centro del puente con la orilla izquierda. La estructura es metálica con forma de jaula, imitando las estructuras ferroviarias típicas del siglo XIX, de color verde. El suelo es de tablones de madera. La forma del puente guarda cierta similitud con la propia geografía de Andorra, con dos valles, Valira del Norte y Valira de Oriente, que confluyen en uno solo, el de Gran Valira.
El puente es de uso exclusivo para peatones, estando prohibida la entrada a bicicletas y patines.